# Tournoi des Cinq Nations 1952
Navigation
Tournoi 1951 Tournoi 1953
Le Tournoi des Cinq Nations 1952 joué du 12 janvier au 5 avril 1952 voit la victoire du pays de Galles.
C'est le 23e Tournoi, ou le 58e en tenant compte des confrontations entre nations britanniques, depuis 1882-1883.

## Classement
| Rang | Nations        | J | V | N | D | PP | PC | Δ   | Pts |
| ---- | -------------- | - | - | - | - | -- | -- | --- | --- |
| 1    | Pays de Galles | 4 | 4 | 0 | 0 | 42 | 14 | +28 | 8   |
| 2    | Angleterre     | 4 | 3 | 0 | 1 | 34 | 14 | +20 | 6   |
| 3    | Irlande (T)    | 4 | 2 | 0 | 2 | 26 | 33 | -7  | 4   |
| 4    | France         | 4 | 1 | 0 | 3 | 29 | 37 | -8  | 2   |
| 5    | Écosse         | 4 | 0 | 0 | 4 | 22 | 55 | -33 | 0   |

- Légende :
J matches joués, V victoires, N matches nuls, D défaites
PP points marqués, PC points encaissés, Δ différence de points PP-PC
Pts points de classement (barème : 2 points pour une victoire, 1 point en cas de match nul, rien pour une défaite)
T Tenante du titre 1951.
- Le pays de Galles, vainqueur, détient à la fois les meilleures attaque et défense (et différence de points).
- L'Angleterre, deuxième, a la meilleure défense conjointement avec le pays de Galles.

## Résultats
Tous les matches se jouent le samedi sur dix dates et dans sx villes :
| Édimbourg, 12 janvier 1952 | Écosse         | 11 - 13 | France         |
| Londres, 19 janvier 1952   | Angleterre     | 06 - 8  | Pays de Galles |
| Colombes, 26 janvier 1952  | France         | 08 - 11 | Irlande        |
| Cardiff, 2 février 1952    | Pays de Galles | 11 - 0  | Écosse         |
| Dublin, 23 février 1952    | Irlande        | 12 - 8  | Écosse         |
| Dublin, 8 mars 1952        | Irlande        | 03 - 14 | Pays de Galles |
| Édimbourg, 15 mars 1952    | Écosse         | 03 - 19 | Angleterre     |
| Swansea, 22 mars 1952      | Pays de Galles | 09 - 5  | France         |
| Londres, 29 mars 1952      | Angleterre     | 03 - 0  | Irlande        |
| Colombes, 5 avril 1952     | France         | 03 - 6  | Angleterre     |

## Les matches de la France
Les quatre matches de la France ont pour fiches techniques :

### Écosse - France
Le match d'ouverture du Tournoi 1952 donne une deuxième victoire consécutive la France sur l'Écosse :
| 12 janvier 1952 Temps ensoleillé | Écosse                                                                       | 11 - 13 (3-8) | France                                                                          | Édimbourg, Murrayfield Pelouse excellente 55 000 spectateurs Arbitre : I David (pays de Galles) |
| 12 janvier 1952 Temps ensoleillé | Essai(s) : I Cordial Transformation(s) : H Thomson Pénalité(s) : 2 H Thomson |               | Essai(s) : 2 Basquet J Prat Transformation(s) : 2/2 J Prat Pénalité(s) : J Prat | Édimbourg, Murrayfield Pelouse excellente 55 000 spectateurs Arbitre : I David (pays de Galles) |
| 12 janvier 1952 Temps ensoleillé |                                                                              |               |                                                                                 | Édimbourg, Murrayfield Pelouse excellente 55 000 spectateurs Arbitre : I David (pays de Galles) |

### France - Irlande
C'est la deuxième défaite de suite de la France face à l'Irlande depuis 1949 :
| 26 janvier 1952 Beau temps | France                                                            | 8 - 11 (0-6) | Irlande                                                                                  | Stade Yves-du-Manoir, Colombes Terrain souple 38 830 spectateurs Arbitre : T Pearce Angleterre |
| 26 janvier 1952 Beau temps | Essai(s) : J Prat Transformation(s) : J Prat Pénalité(s) : J Prat |              | Essai(s) : 2 N Henderson McCarthy Transformation(s) : J Notley Pénalité(s) : N Henderson | Stade Yves-du-Manoir, Colombes Terrain souple 38 830 spectateurs Arbitre : T Pearce Angleterre |
| 26 janvier 1952 Beau temps |                                                                   |              |                                                                                          | Stade Yves-du-Manoir, Colombes Terrain souple 38 830 spectateurs Arbitre : T Pearce Angleterre |

### Pays de Galles - France
Le gain du match par le pays de Galles remet les deux nations à parité avec trois victoires chacune depuis la Libération :
| 22 mars 1952 Temps ensoleillé | Pays de Galles                                   | 9 - 5 (3-5) | France                                          | Arms Park, Cardiff Bon terrain 53 000 spectateurs Arbitre : A Austin Écosse |
| 22 mars 1952 Temps ensoleillé | Pénalité(s) : 2 B Lewis Jones Drop(s) : A.Thomas |             | Essai(s) : Pomathios Transformation(s) : J Prat | Arms Park, Cardiff Bon terrain 53 000 spectateurs Arbitre : A Austin Écosse |
| 22 mars 1952 Temps ensoleillé |                                                  |             |                                                 | Arms Park, Cardiff Bon terrain 53 000 spectateurs Arbitre : A Austin Écosse |

### France - Angleterre
Cette année 1952, le Crunch se joue le dernier jour de la compétition :
| 5 avril 1952 Beau temps ensoleillé. | France               | 3 - 6 (0-3) | Angleterre           | Stade Yves-du-Manoir, Colombes Bon terrain 37 000 spectateurs Arbitre : W Murdoch Écosse |
| 5 avril 1952 Beau temps ensoleillé. | Essai(s) : Pomathios |             | Pénalité(s) : 2 Hall | Stade Yves-du-Manoir, Colombes Bon terrain 37 000 spectateurs Arbitre : W Murdoch Écosse |
| 5 avril 1952 Beau temps ensoleillé. |                      |             |                      | Stade Yves-du-Manoir, Colombes Bon terrain 37 000 spectateurs Arbitre : W Murdoch Écosse |